# Invenția (film)
Invenția este un film american din 2004, o dramă științifico-fantastică despre descoperirea accidentală a unei metode de călătorie în timp. Filmul a fost scris, regizat și produs de Shane Carruth (un matematician și un fost inginer) și a fost finalizat cu un buget de doar 7.000 de dolari.
Filmul conține implicații filozofice și un dialog tehnic complex pentru că Shane Carruth nu l-a simplificat de dragul audienței sale. Un recenzent a spus că „cineva care pretinde că a înțeles pe deplin ceea ce se întâmplă în acest film după ce l-a văzut doar o dată este fie un savant fie un mincinos”. Filmul a primit Marele Premiu al Juriului la Sundance în 2004.

Călătoria în timp din filmul Primer

## Distribuție
- Shane Carruth este Aaron
- David Sullivan este Abe (Abram Terger)
- Casey Gooden este Robert
- Anand Upadhyaya este Phillip
- Carrie Crawford este Kara
- Jay Butler este un lucrător la metalurgie
- John Carruth este omul de pe canapea #1 (Brad)
- Juan Tapia este Man omul de pe canapea #2
- Ashley Warren este animatoarea
- Samantha Thomson este Rachel Granger
- Chip Carruth este Thomas Granger
- Delaney Price este Laney
- Jack Pyland este un co-lucrător cu Aaron
- Keith Bradshaw este un tehnician
- Ashok Upadhyaya este un laborant tehnician
- Brandon Blagg este Will
- Jon Cook este vărul lui Will
- David Joyner este prietenul lui Rachel
- Eric De Soualhat este traducătorul